# Sprague (Washington)
Sprague è una città degli Stati Uniti d'America, situata nello Stato di Washington, nella Contea di Lincoln.